# Omar Monterola
Omar Monterola (1 de agosto de 1987) es un deportista venezolano que compitió en atletismo adaptado. Ganó dos medallas en los Juegos Paralímpicos de Verano, bronce en Londres 2012 y plata en Río de Janeiro 2016.

## Palmarés internacional
| Juegos Paralímpicos | Juegos Paralímpicos     | Juegos Paralímpicos | Juegos Paralímpicos |
| Año                 | Lugar                   | Medalla             | Prueba              |
| ------------------- | ----------------------- | ------------------- | ------------------- |
| 2012                | Londres (Reino Unido)   | Medalla de bronce   | 200 m T37           |
| 2016                | Río de Janeiro (Brasil) | Medalla de plata    | 400 m T37           |